# Tatort: Avatar
Avatar ist ein Fernsehfilm aus der Krimireihe Tatort. Der vom SWR produzierte Beitrag ist die 1256. Tatort-Episode und wurde am 7. Januar 2024 im SRF, im ORF und im Ersten ausgestrahlt. Die Ludwigshafener Ermittlerinnen Lena Odenthal und Johanna Stern ermitteln in ihrem 79. bzw. 20. Fall.

## Handlung
Am Rheinufer in Ludwigshafen wird der 55-jährige Kölner Bankangestellte Lukas Ricke tot aufgefunden. Die Informatikerin Julia da Borg war etwa zur Tatzeit in der Nähe des Tatorts. Sie behauptet jedoch, nichts gesehen zu haben. Die Ermittlerinnen Lena Odenthal und Johanna Stern glauben ihr nicht so recht und forschen nach. Die Obduktion ergibt einen Herzinfarkt nach einer Attacke mit Pfefferspray, was eine weitere Mordermittlung in Frage stellt. Doch schon bald stirbt nach Lukas Ricke ein weiterer Mann ebenfalls am Rheinufer unweit des ersten Todesfalls, diesmal wurde er eindeutig getötet. Für Odenthal und Stern ist ein Zusammenhang offensichtlich. Damit sollen sie Recht behalten, denn die verdächtige Julia da Borg hat sich auf einen Rachefeldzug begeben, nachdem Sina, die Tochter ihres Lebensgefährten, Opfer von Cyber-Grooming geworden war und Suizid begangen hatte. Sie nutzt ein Deepfake als Honigtopf, um dem Täter auf die Spur zu kommen. Nach zwei Fehlschlägen ist sie wieder fündig geworden und verabredet sich mit einem dritten Mann. Aber auch die Ermittlerinnen folgen dieser Spur und finden in einem Dorf im Elsass das Haus, wo der wahre pädophile Täter bis vor kurzem gewohnt hatte und mit Fotos seines Stiefsohnes eine Pseudo-Identität im Netz aufbaute. 
Julia da Borg trifft sich derweil mit diesem Peiniger ihrer Stieftochter am Rheinufer und bedroht ihn mit einer Schusswaffe, erschießt sich aber selbst beim Eintreffen von Odenthal und Stern. Der Täter wird festgenommen.
In der Schlussszene feiern Sekretärin Edith Keller und Kriminaltechniker Peter Becker im Polizeipräsidium ihren Ausstand. Die Kollegen überraschen sie mit einem Feuerwerk, während die beiden Pensionäre darüber sinnieren, ob sie vielleicht mit Hilfe Künstlicher Intelligenz als Avatare weiterarbeiten könnten.

## Hintergrund
Der Film wurde vom 17. Januar 2023 bis zum 18. Februar 2023 an 24 Drehtagen in Ludwigshafen, Baden-Baden, Karlsruhe und in Frankreich gedreht. Die Premiere erfolgte am 5. September 2023 auf dem Festival des deutschen Films in Ludwigshafen am Rhein. Der Film war für den Rheingold – Ludwigshafener Publikumspreis nominiert.

## Rezeption

### Kritiken
„Inzwischen sind [Lena Odenthals] Fälle bildgestalterisch voll auf der Höhe, Chat-Verläufe werden in dieser Episode zum Beispiel kurz eingeblendet, wo früher vieles zerredet worden wäre. So entsteht ein Krimi, der die Spannung bis zum Ende ganz gut hält. Und dem es gelingt, das Vergangene vollkommen unangestrengt zu verabschieden.“

### Einschaltquoten
Die Erstausstrahlung von Avatar am 7. Januar 2024 wurde in Deutschland von 8,95 Millionen Zuschauern gesehen und erreichte einen Marktanteil von 30,6 % für Das Erste.

## Trivia
Das in diesem Tatort an einigen Stellen angespielte Lied Leave This World von Bright Fuzz (David Alex, Scoop Monty) wurde gezielt für diesen Tatort veröffentlicht.